# トム・ソープ
トーマス・ジョゼフ・ソープ（Thomas Joseph "Tom" Thorpe , 1993年1月13日 - ）は、イングランド・マンチェスター出身のサッカー選手。ポジションはDF。

## クラブ経歴

### ユース経歴
マンチェスターで生まれ、2008-09シーズンにマンチェスター・ユナイテッドのU-18で6試合に出場した後、2009年7月1日にユナイテッドのアカデミーに加入した。ユースチームで初めて出場した試合は2008年12月13日に行われ、3-1で勝利したリヴァプール戦である。2009-2010シーズンにはU-17の一員としてミルクカップに出場し、チームの2連覇に貢献した。そのトーナメントでソープは5試合に出場し、2ゴールを挙げた。U-18でもレギュラーとしてチームの全28試合中24試合に出場し、プレミアアカデミーリーグのグループC優勝を果たしたが、PK戦の末にプレイオフの準決勝でアーセナルに敗れた。2010年4月13日に行われたプレミアリザーブリーグのリヴァプール戦では出場機会は得られなかったものの、初めてリザーブチームのメンバーに選ばれた。
夏には初めてプロ契約を結び、2010年のミルクカップに再び出場したが、カタールのアスパイア・アカデミーに敗れ、チームは敗退した。しかし、リーグ戦ではU-18のメンバーとして試合に出場し、開幕から8戦負け無しで快走した。2010年9月27日のブラックバーン・ローヴァーズ戦に76分から交代で出場し、初めてリザーブリーグの試合に出場した。
2010年11月には3試合連続でリザーブリーグの試合に出場し、11月2日のボルトン・ワンダラーズ戦では初ゴールを記録した。リザーブチームでの出場が増えたため、2010-11シーズン、U-18での出場は17試合に留まったが、FAユースカップではキャプテンとしてチームを牽引し、決勝戦では2試合合計6-3でシェフィールド・ユナイテッドを下し、チームの優勝に貢献した。
2011-12シーズンはリザーブチームに定着したが、最初の1ヶ月を怪我で離脱した。しかし、9月にマンチェスターシニアカップの2試合で印象的な活躍を見せると、9月20日に行われたリーグカップ3回戦のリーズ・ユナイテッド戦でトップチームのメンバーに初めて選ばれ、出場機会は得られなかったが、39の背番号を与えられた。

### バーミンガム・シティ
2013-14シーズンはU-21のチームでレギュラーとしてプレイし、チームはディフェンス面でリーグ最高の成績を残していたが、その活躍がバーミンガム・シティの目に留まり、シーズン終了までのローン契約で、チームメイトのタイラー・ブラケット、フェデリコ・マケダとともに加入した。移籍翌日に行われたダービー・カウンティ戦にスターティングメンバーとして出場し、プロデビューを果たしたが、開始14分で怪我により交代を余儀なくされた。靭帯を損傷していたために治療のためユナイテッドに戻り、3月3日にローン契約は解消された。3月27日に再びバーミンガムに加入することになったが、再び足首の靭帯を傷めたため、2試合を残してユナイテッドに戻った。

### ロザラム・ユナイテッド
2014-15シーズンを持ってマンチェスター・ユナイテッドとの契約が満了し、2015年7月3日にロザラム・ユナイテッドと2年契約を結んだことを発表した。
2016年3月21日からブラッドフォード・シティAFC、同年8月31日からボルトン・ワンダラーズFCにレンタル移籍した。

### アトレティコ・デ・コルカタ
2017年9月11日、インディアン・スーパーリーグのATKに移籍した。